# 33582 Tiashajoardar
33582 Tiashajoardar è un asteroide della fascia principale. Scoperto nel 1999, presenta un'orbita caratterizzata da un semiasse maggiore pari a 2,3247558 UA e da un'eccentricità di 0,0530878, inclinata di 7,72243° rispetto all'eclittica.